# Diarsia serrata
Diarsia serrata là một loài bướm đêm thuộc họ Noctuidae. Nó là loài đặc hữu của Borneo.